# Karl Linn
Karl Linn (11 de marzo de 1923 - 3 de febrero de 2005) fue un arquitecto paisajista, psicólogo, educador y activista estadounidense, conocido por la creación de " espacios comunes vecinales " en solares vacíos en los centros urbanos. Empleaba una estrategia que llamó "construcción de graneros urbanos", involucrando a residentes del vecindario, profesionales voluntarios, estudiantes, equipos juveniles, activistas sociales y jardineros comunitarios en el diseño y construcción de espacios de reunión. Ha sido llamado el 'padre de la arquitectura participativa estadounidense'". 
En la década de 1990 su atención se centró en la creación de huertos comunitarios. Muchos de sus proyectos están documentados en su libro Building Commons and Community (New Village Press, 2007).

## Juventud

### Primeros años en Alemania
Karl creció en una granja de árboles frutales en Dessow, un pueblo al noroeste de Berlín. Su madre, Henriette (Henny) Rosenthal, había comprado la parcela en 1913 a Eigene Scholle (literalmente: tierra propia), una empresa que, inspirada por el movimiento de reforma agraria y los escritos de Franz Oppenheimer, había parcelado la finca señorial de Dessow.  Henny diseñó una casa, plantó huertos y bautizó la propiedad Immenhof (literalmente: "granja de colonia de abejas"). Sus cerezas, manzanas, peras, ciruelas y bayas eran apreciadas en los mercados de Berlín. La granja también fue un centro de formación para jardineros y uno de los primeros sitios donde se practicó la terapia hortícola.
En 1921, Henny se casó con Josef Lin, un viudo con tres hijos. Josef fue bibliotecario del Centro Comunitario Judío de Berlín. Había editado Hakeshet (El Arco Iris), la primera revista de escritores y poetas hebreos modernos, publicada entre 1903 y 1906, y escribió un libro de referencia fundamental sobre la evolución de la prensa hebrea.
Los Lin, únicos judíos en su pueblo, se convirtieron en objetivo de la persecución nazi. Josef se vio obligado a huir a Palestina en 1933. Le siguieron Henny, Karl y su hermana mayor, Bella, en 1934, tras liquidar el Immenhof.
La familia Lin trabajó en una granja cerca de Haifa y, a los 14 años, Karl dejó la escuela para dedicarse a la agricultura. Regresó a la escuela más tarde cuando sus padres se mudaron para estar cerca de la hermana mayor de Karl, Bella, y su familia. Karl se graduó de la Escuela Secundaria Agrícola de Kadoorie en jardinería paisajística. Con 35 jóvenes del movimiento scout fundó el Kibutz Ma'agan Michael .  Karl a veces se sentía desconcertado e incómodo por el modo en que sus compañeros judíos trataban a sus vecinos árabes. A los 20 años, cuando una lesión en la espalda limitó su capacidad física, se mudó a Tel Aviv para estar más cerca de su hermano Theo. Allí dirigió un programa de jardinería en una escuela primaria en el que los estudiantes cultivaban alimentos.

## Carrera

### Psicólogo
Influenciado por los escritos de Alexander Sutherland Neill y Wilhelm Reich, estudió psicoanálisis, para comprender las raíces del prejuicio, la brutalidad y el fanatismo que había observado. A los 23 años se trasladó a Suiza y se formó como psicoanalista en el Instituto de psicología aplicada de Zúrich . Emigró a Nueva York en 1948, con el objetivo de participar en la nueva terapia desarrollada por Wilhelm Reich. Para continuar su educación, asistió a clases nocturnas en la Nueva Escuela de Investigación Social, donde estudió con psicólogos de la gestalt.
Karl conoció al psicólogo social Lawrence K. Frank, quien se convirtió en un importante mentor. Ellen Reece, una amiga de Frank, contrató a Karl para la Escuela Reece para niños con trastornos emocionales. Karl ejerció también como psicoanalista infantil privado. Después de dos años de terapia reichiana decidió abandonar su trabajo como profesor y terapeuta para centrarse en su propio proceso terapéutico. Decidió reingresar a la arquitectura paisajística, que consideraba una profesión curativa.

### Arquitecto paisajista
Karl estableció un negocio de paisajismo. Su proyecto más prestigioso fue el diseño de un paisaje interior para el Restaurante Four Seasons en el Edificio Seagram .  Su trabajo pionero ayudó a allanar el camino para el campo emergente de la arquitectura paisajística de interiores. Diseñó paisajes en Manhattan y sus alrededores y a lo largo de la costa este. A pesar de los elogios de la crítica, el acceso a materiales de la más alta calidad y la satisfacción de diseñar espacios hermosos, se sentía cada vez más perturbado por el aislamiento de las familias que sus diseños reforzaban y por la relevancia social decreciente de su trabajo.

### Profesor de diseño ambiental
En 1959 aceptó la invitación de Ian McHarg para unirse al departamento de Arquitectura del Paisaje de la Universidad de Pensilvania en Filadelfia. Mientras McHarg expandía la arquitectura paisajística desarrollando la ecología física y aplicándola a la planificación regional, Karl se centró en el entorno del barrio, investigando las relaciones entre las personas y su entorno. El plan de estudios de Karl para los estudiantes de posgrado de primer año los formaba como artistas y filósofos, como artesanos y como activistas sociales.
Karl llevó a sus estudiantes a los barrios del centro de la ciudad, donde brindaron servicios de diseño y construcción comunitarios a los económicamente desfavorecidos. Involucraron a los residentes con voluntarios en la concepción, diseño y construcción de "espacios comunes del vecindario" (una combinación de parque, área de juegos y lugares de reunión) en solares abandonados. Karl comparó esta "construcción de graneros urbanos" con su experiencia cuando era joven y vivía en Palestina. Uno de los primeros experimentos de Linn en la construcción de un espacio común vecinal fue en el barrio Poplar de Filadelfia, donde las organizaciones comunitarias colaboraron con Linn y sus estudiantes para construir un parque con materiales recuperados. 
Mientras estaba en Penn, Karl desarrolló una fuerte amistad con el arquitecto Louis Karl. Cuando el decano afirmó que estaba confundiendo la arquitectura paisajística con el servicio social, Kahn le escribió una carta explicando el valor del enfoque de Karl. El filósofo social Lewis Mumford fue otro profesor de Penn que alentó a Karl en su trabajo.
Fundó centros de diseño y construcción comunitarios, modelos para el Cuerpo de Paz Nacional, la Corporación sin Fines de Lucro del Cuerpo de Renovación Vecinal de Filadelfia en 1961 y la Corporación sin Fines de Lucro del Cuerpo de Bienes Comunes del Vecindario de Washington D. C., en 1962. Ese mismo año desarrolló el primer programa de capacitación de técnicos en paisajismo en Washington D. C. Inspiró la creación de centros comunitarios de diseño y construcción en otras ciudades y llevó a cabo programas de diseño comunitario en varias universidades.
Karl formó parte del cuerpo docente de importantes universidades, como el Instituto Tecnológico de Massachusetts y el Instituto Tecnológico de Nueva Jersey, promoviendo el diseño de paisajes comunitarios al servicio de la justicia social y la paz. Participó en la Sociedad Americana de Arquitectos Paisajistas y difundió sus ideas por todo el mundo.

### Reflexiones sobre el trabajo de Karl
"No es un mero teórico, sino un creador empeñado en expresar la validez medioambiental a través de su capacidad natural de adaptación y de su ingenio. [...] siempre rechaza lo que se hace a través del diseño sólo por el diseño mismo". -- Louis I. Kahn, arquitecto, 1967
"Si Karl Linn logra que sus ideas sean reconocidas y aplicadas, creo que podremos lograr una mejora profunda en la vida urbana y una reducción de las consecuencias negativas actuales del desarrollo urbano, que [...] se olvida de brindar a la gente lo que necesita para vivir y disfrutar de la vida". --Lawrence K. Frank, psicólogo social, Belmont, Massachusetts, 1962.
"Puedo ver claramente, en el trabajo que estás haciendo, los brotes que florecerán en una nueva era". --Lewis Mumford, filósofo social y urbanista, 1961

### Trabajando por la paz
Durante su año sabático en 1984, Karl trabajó en favor del desarme nuclear. En Chicago, fundó la organización Arquitectos/Diseñadores/Planificadores para la Responsabilidad Social  (ADPSR) . En 1986 se jubiló del Instituto de Tecnología de Nueva Jersey. Basándose en el proceso "Desesperación y Empoderamiento" desarrollado por la budista Joanna Macy, trabajó para enfrentar la amenaza de una guerra nuclear. Diseñaron y construyeron espacios comunes para  brindar un espacio donde reunirse para compartir pensamientos, sentimientos e historias y brindarse apoyo mutuo. Diseñó centros de paz, jardines, monumentos y plantaciones ceremoniales de árboles de la paz. En la Sociedad Americana de Arquitectos Paisajistas de 1986 en San Francisco, crearon un libro llamado "El paisaje emergente de la paz". Lograron que la organización recomendara un futuro libre de armas nucleares. En el Congreso de la Federación Internacional de Arquitectos Paisajistas de 1988 en Boston, Karl reclutó a 20 colegas para que presentaran trabajos sobre "Lugares para la paz" y los publicó en un libro.

### Huertos comunitarios en la Costa Oeste
En 1989 colaboró con el arquitecto Carl Anthony, para fundar el Programa de Hábitat Urbano, patrocinado por Earth Island Institute .  Anthony considera a Linn un pionero de la justicia ambiental.  Karl formó parte de la Liga de Jardineros Urbanos de San Francisco y de Berkeley Partners for Parks, y del Community Gardening Collaborative de Berkeley. Ayudó a fundar East Bay Urban Gardeners y People of Color Greening Network.
Consideraba necesario de recuperar los bienes comunes y contrarrestar la continua privatización de las tierras públicas. Criticó la destrucción de los jardines comunitarios en la ciudad de Nueva York. Creía las directrices para asegurar tierras públicas para jardines comunitarios deberían incorporarse en los planes generales de las ciudades, tal como se hizo en Seattle. Trabajó para incluir dichas directrices en el Plan General de Berkeley, convencido de que los jardines comunitarios pueden convertirse en escenarios para un nuevo tipo de vida familiar extendida.
En 1993, con motivo de su 70 cumpleaños, se inauguró un jardín comunitario en Berkeley para honrar su servicio a la comunidad y a la paz.  Trabajó con artistas de la madera, estudiantes de arquitectura paisajística y equipos de AmeriCorps para revitalizar el jardín..Se interesó por un gran terreno baldío, donde las vías del tren del Bay Area Rapid Transit (BART) ingresan a un túnel. En 1995, él y la representante del Ayuntamiento, Linda Maio, comenzaron a negociar con BART el uso del terreno. Karl procedió a coordinar la planificación y construcción de los Jardines de Arte Comunitarios de Peralta y Northside, donde las innovaciones ecológicas y las obras de arte se entremezclan con vegetación. El espacio común circular del Jardín Peralta, rodeado por un banco de serpientes de mosaico y coloridas plantas nativas de California, es utilizado para reuniones, talleres y eventos especiales.
Karl participó activamente en un grupo de diálogo local judío-palestino en Peralta Commons. Se levantó un poste de la paz y se dedicó el jardín como parque de la paz. 
En 1999, Karl colaboró con activistas y funcionarios de la ciudad para establecer la EcoHouse de Berkeley en un edificio abandonado junto al jardín comunitario Karl Linn, transformándola en un modelo de tecnologías ecológicas asequibles.  EcoHouse es ahora un proyecto del Centro de Ecología.
Ese mismo año, transformó una  zona cercana a Ohlone Greenway en una exhibición de la historia natural y cultural de la zona. Artistas, profesores, diseñadores, ingenieros y restauradores de plantas nativas trabajaron para evocar el período ranchero español, la era agrícola y la cultura del pueblo Ohlone, que habitó el área durante más de 10.000 años. Un mural titulado "From Elk Tracks to BART Tracks" (De las vías de los alces a las vías del BART) representa la historia del vecindario y sirve como un enorme libro ilustrado que inspira a los transeúntes a detenerse, reflexionar y conversar.
Este conjunto de proyectos está mantenido por los Amigos de Westbrae Commons.

## Obras
- Building Commons and Community (2007 Oakland: New Village Press)
- "Reclaiming the Sacred Commons" ( New Village Journal, 1999, número 1)

## Documentación de la vida y obra de Linn
En 2003, Rick Bacigalupi lanzó su documental A Lot in Common, que relata la construcción del Jardín y Espacio Común de Arte Comunitario de Peralta. La película, con comentarios de Linn y de Paul Hawken, Ray Suárez, Jane Jacobs, Carl Anthony y  David Crouch, se ha emitido en estaciones de televisión pública en los Estados Unidos, en festivales de cine internacionales y en Free Speech Television.
Tras su fallecimiento, su viuda, Nicole Milner continúa apoyando sus proyectos. La historia oral de Linn fue registrada por la Biblioteca Bancroft de la UC Berkeley, y sus archivos se encuentran en la Facultad de Diseño Ambiental de la UC Berkeley. Muchos de sus proyectos están documentados en su libro Building Commons and Community (New Village Press, 2007).